# Gumaca
Gumaca est une municipalité de la province de Quezon, aux Philippines.

## Barangays
Gumaca est subdivisée en 59 barangays:
- Adia Bitaog
- Anonangin
- Bagong Buhay (Poblacion (en))
- Bamban
- Bantad
- Batong Dalig
- Biga
- Binambang
- Buensuceso
- Bungahan
- Butaguin
- Calumangin
- Camohaguin
- Casasahan Ibaba
- Casasahan Ilaya
- Cawayan
- Gayagayaan
- Gitnang Barrio
- Hardinan
- Inaclagan
- Inagbuhan Ilaya
- Hagakhakin
- Labnig
- Laguna
- Lagyo
- Mabini (Poblacion (en))
- Mabunga
- Malabtog
- Manlayaan
- Marcelo H. Del Pilar
- Mataas Na Bundok
- Maunlad (Poblacion (en))
- Pagsabangan
- Panikihan
- Peñafrancia (Poblacion (en))
- Pipisik (Poblacion (en))
- Progreso
- Rizal (Poblacion (en))
- Rosario
- San Agustin
- San Diego (Poblacion (en))
- San Diego (Bukid)
- San Isidro Kanluran
- San Isidro Silangan
- San Juan De Jesus
- San Vicente
- Sastre
- Tabing Dagat (Poblacion (en))
- Tumayan
- Villa Arcaya
- Villa Bota
- Villa Fuerte
- Villa Mendoza
- Villa Nava
- Villa Padua
- Villa Perez
- Villa Principe
- Villa Tañada
- Villa Victoria

## Démographie
Selon le recensement de 2020, Gumaca compte 71 942 habitants.